# 빅커스 중형전차 마크 I
빅커스 중형전차 마크 I은 전간기에 빅커스가 1924년부터 제작한 영국의 전차이다.

## 배경
제1차 세계 대전 이후 영국은 대부분의 전차 부대를 해산하고 마크 V와 중형전차 마크 C로 무장한 5개의 전차 대대만을 남겼다. 처음에는 전차 설계에 막대한 예산이 배정되었지만, 이는 모두 실패한 중형전차 마크 D 개발에 소진되었다. 1923년 정부 설계국인 전차설계국이 폐쇄되면서 전차 개발에 대한 정부의 직접적인 개입은 중단되었다. 그러나 비커스암스트롱사와 같은 민간 기업은 1921년에 새로운 전차의 프로토타입 두 대를 제작했다.

## 빅커스 경전차
1920년에 보병대는 경보병전차를 획득할 계획을 세웠다. 전차설계국의 존슨 대령은 미디엄 마크 D에서 이러한 유형을 파생시켰다. 경쟁에서 빅커스는 빅커스 경전차를 제작했다.
빅커스의 설계는 여전히 제1차 세계 대전 당시의 유형을 연상시켰다. 높은 마름모꼴의 궤도 프레임에 측면 문이 있었지만, 몇 가지 개선점도 보였다. 완전히 회전하는 포탑이 있었고 현가장치는 수직 헬리컬 스프링으로 제공되었는데, 미디엄 마크 C는 여전히 고정된 포탑을 가지고 있었고 스프링이 없었다. 빅커스는 미디엄 C보다 훨씬 작아서 높이가 겨우 7 피트 (210 cm)에 불과했고 무게는 8.5 쇼트톤 (7.7 t)에 불과했다. 별도로 분리된 86 hp (64 kW) 엔진이 첨단 유압식 윌리엄스-제니 변속기를 통해 동력을 전달하여 무한 가변 선회 주기를 허용했다. 첫 번째 프로토타입은 3개의 호치키스 기관총을 장착한 "여성" 버전이었고, 두 번째 프로토타입은 기관총 중 하나 대신 3파운더 (47mm) 포를 장착하고 대공용 기관총도 장착한 "남성" 버전이었다. 포탑, 전투실 전면, 차체 전면 장갑판이 모두 강하게 둥글게 처리되어 이전 모델보다 현대적인 전차에 훨씬 가까워 보였다. 그러나 첨단 변속기는 완전히 신뢰할 수 없는 것으로 판명되었고, 1922년 이 프로젝트는 일반적으로 더 전통적인 설계인 빅커스 경전차 마크 I을 선호하여 폐기되었다. 이 전차는 1924년에 "빅커스 중형전차 마크 I"로 이름이 변경되었다. 첫 번째 프로토타입은 1923년에 시험을 위해 보빙턴으로 보내졌다. 참모 본부의 명칭은 A2E1이었다.

## 설명
일반적으로 더 전통적이었음에도 불구하고, 한 가지 면에서 중형전차 마크 I은 상당히 현대적으로 보였다. 높은 궤도 대신 5개의 보기륜을 가진 낮고 평평한 서스펜션 시스템을 갖추고 있었으며, 각 보기륜은 한 쌍의 작은 이중 바퀴를 가지고 있었다. 이들의 차축은 너무 약하게 만들어졌다. N.W. 던컨 소장이 그의 저서 "미디엄 마크 I-III"에서 언급했듯이, "(...) 끊임없는 골칫거리였다. 차축은 계속해서 부러졌고, 마크 I 전차의 경로에는 버려진 바퀴들이 널려 있었다." 이것은 1931년에 "박스 보기"로 전환하면서 해결되었다. 수리를 용이하게 하기 위해 서스펜션은 장갑으로 보호되지 않았다. 차체에 부착된 5개의 보기륜 케이스 각각에는 길이가 다른 두 개의 수직 헬리컬 스프링이 있었다. 일반적인 10쌍의 보기륜 앞뒤에는 텐션 휠 쌍이 있었다. 지면 압력은 매우 높았는데, 차량의 크기에 비해 11.7 롱톤 (11.9 t)으로 그다지 무겁지 않았음에도 불구하고 그러했다.
엔진은 항공기 유형에서 파생된 공랭식 90마력 암스트롱 시들리 엔진이었다. 놀랍게도 엔진과 변속기는 차체 전체에 분산되어 있었다. 엔진은 운전병의 왼쪽에, 기어박스는 차장 아래에, 최종 구동 장치는 후방에 있었다. 던컨은 이를 "전시 경험을 고려할 때 믿을 수 없는 퇴보"라고 묘사했다. 미디엄 마크 B와 마크 VIII 중전차는 엔진 소음과 배기 가스가 승무원에게 미치는 악영향을 줄이기 위해 구획화를 도입했다. 그러나 미디엄 마크 I에서는 유지 보수의 용이성이 우선시되었다.
엔진은 다중 건식 플레이트 클러치를 통해 4단 기어박스를 구동했다. 싱크로메시가 없어서 과도한 소음 없이 기어를 변경하는 것은 운전병에게 도전이었다. 프로펠러 샤프트는 기어박스를 전차 끝의 베벨 박스에 연결하여 각 궤도에 대한 별도의 유성 기어에 동력을 분배했다. 이 기어들은 차량이 장애물이나 부드러운 지면으로 인해 갑자기 속도가 느려지면 일반 1단 및 2단 기어에 자동으로 추가 비상 토크를 제공했다.
휘발유 탱크는 차체 맨 뒤에 있었으므로 연료 라인은 차량 전체 길이를 따라 이어져 연료를 2차 탱크로 펌프질하여 중력으로 엔진에 공급해야 했다. 엔진은 오일로 윤활되고 부분적으로 냉각되었다. 누유는 흔했으며, 원래의 4 imp gal (18 L) 저장소를 13.5 imp gal (61 L) 저장소로 교체해야 했다. 전차는 전기 시동이 가능했지만, 모터가 이미 따뜻할 때만 가능했으므로 첫 시동은 차량 내부에서 손으로 해야 했다. 최고 속도는 약 15 mph (24 km/h)이었고, 항속 거리는 약 120 mi (190 km)이었다.
차체 상부에는 원통형 경사 포탑이 있었는데, 여기에는 "속사포"(탄피와 탄약이 한 발에 들어 있는 완전 탄약) 3파운더 포(47mm 구경)와 호치키스 기관총용 볼 마운트 4개가 장착되어 있었다.
새롭고 독특한 특징은 3인승 포탑이었다. 이는 차장이 장전수나 포수의 임무를 수행하느라 정신이 팔리지 않고 상황 인식에 완전히 집중할 수 있음을 의미했다. 이는 막대한 잠재적 전투 이점을 제공했지만, 당시에는 크게 주목받지 못했다. 스트리스방 m/42의 전신인 1934년 란스베르크에서 생산된 Lago 시제품을 제외하고는 독일의 판저 III가 나오기 전까지 3인승 포탑을 가진 다른 전차는 없었다.
마크 I 중형전차 차체의 형태는 매우 독특했다. 후면은 단순한 장갑 상자 형태였고, 전면 장갑판은 높고 완벽하게 수직이었다. 그들 사이, 차량 오른쪽의 운전병의 장갑 후드에서부터 6개의 장갑판이 왼쪽으로 부채꼴 모양으로 펼쳐져 그 측면에서는 복잡한 차체 기하학적 구조를 이루었다. 전반적으로 전차는 다소 어색하게 웅크린 듯한 인상을 주었다. 5명의 승무원은 섀시에 리벳으로 고정된 6.25mm 장갑판으로 겨우 약한 보호를 받았는데, 이는 경기관총의 위협에 겨우 대처할 수 있는 수준이었다. 수많은 총탄 트랩으로 인해 차량은 대전차소총의 사격조차 견딜 수 없었고, 차체가 높았다. 연료 탱크가 주 전투실 내부에 있었기 때문에 내부 구조는 이러한 취약성을 악화시켰다.

## 운용 역사

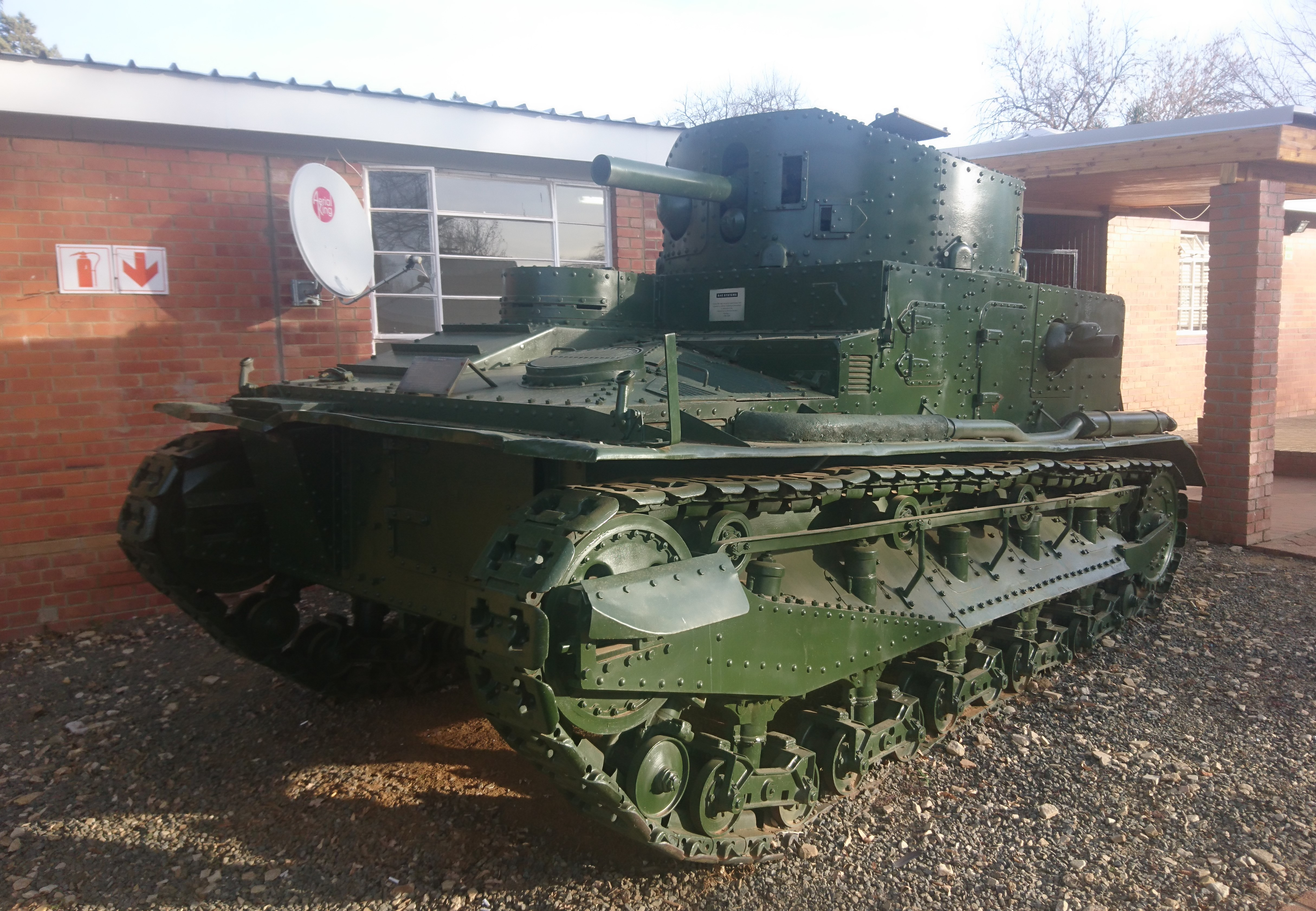
특수근무대대 박물관에 보존된 빅커스 중형전차 마크 I

중형전차 마크 I은 일부 마크 V 중전차를 대체했다. 약간 개선된 후속 모델인 빅커스 중형전차 마크 II와 함께 왕립전차연대에서 운용되었으며, 총 200대의 전차 중 1938년에 가장 먼저 퇴역한 유형이었다.
중형전차 마크 I은 1921년에 마지막 10대의 샤르 2C가 완성된 이후 "대량" 생산된 첫 번째 전차였다. 그 다음으로 많이 생산된 르노 NC27 전차는 약 30대만이 생산되었기 때문에, 영국의 중형전차는 1920년대 세계 전차 생산량의 대부분을 차지했다. 이들은 실제 전투에서 단 한 발도 발사하지 않았고, 실제 전투에서의 성능은 추측만 가능하지만, 제1차 세계 대전 이후 10년 동안 존재했던 유일한 현대식 전차로서 영국에게는 실제 운용 부대를 사용하여 기계화전에 대한 많은 새로운 아이디어를 시험할 수 있는 독특한 기회를 제공했다. 그렇게 얻은 지식은 제2차 세계 대전에서 매우 귀중한 것으로 입증될 것이다.

### 운용국
- 영국
- 루마니아 왕국 (제안) – 1926년, 레시타 공장은 라이선스를 받아 영국 빅커스 전차를 현지 생산할 것을 제안했다. 이 전차는 10.5톤의 무게에 시속 24km에 도달할 수 있었을 것이다. 이 제안은 전차의 특성이 부적절하다고 판단되어 루마니아 육군에 의해 거부되었다.[7] 명시적으로 언급되지는 않았지만, 주어진 특성으로 볼 때 해당 전차는 중형전차 마크 I이었다.

## 변형
- 중형전차 마크 I: 1924년부터 30대가 제작된 첫 번째 유형.
- 중형전차 마크 IA: 수직면에 8mm 장갑을 적용하고, 분할된 운전병 후드, 호치키스 기관총의 대공 사격을 용이하게 하기 위해 경사진 포탑 후면판, 그리고 포수들을 위한 개선된 눈썹 및 턱 패드를 장착한 약간 개선된 유형 50대가 제작되었다. 마크 IA는 외부에서 시동을 걸 수 있었다. 문제가 많았던 보기륜은 80대의 전차 모두에서 더 강력한 유형으로 교체되었다.[6]
- 중형전차 마크 IA*: 원래 전차 포탑을 재건축 및 업그레이드하여 호치키스 마운트를 제거하고 전면 빅커스 기관총을 설치했으며, 포탑 후면에 납으로 된 카운터웨이트로 무게를 보정하고 상부에 "주교의 미트라" 회전식 큐폴라를 장착했다.[8]
- 중형전차 마크 I CS 및 중형전차 마크 IA CS: 약 12대의 전차가 근접 지원 차량으로 재건축되었으며, 주로 연막 살포용으로 15파운더 박격포를 장착했다.[6]
- 실험용 바퀴 및 궤도 중형전차 마크 I: 1926년의 바퀴 겸 궤도 프로젝트로, 궤도 마모를 극복하여 전략적 이동성을 개선하기 위함이었다. 전차는 네 개의 거대한 고무 타이어 바퀴(두 개는 양쪽 끝에 낮춰지고, 앞 바퀴는 조향 가능)에 있는 잭으로 들어올릴 수 있었다. 뒤쪽 바퀴는 구동 가능하여 차량이 "매우 부적절한 롤러 스케이트 위에 놓인 집"처럼 보이게 만들었다. 트럭으로 견인하는 것이 더 실용적이었다. 이 차량은 또한 실험용 운전병 후드를 장착했다. 이 장치는 나중에 제거되었다.[9]

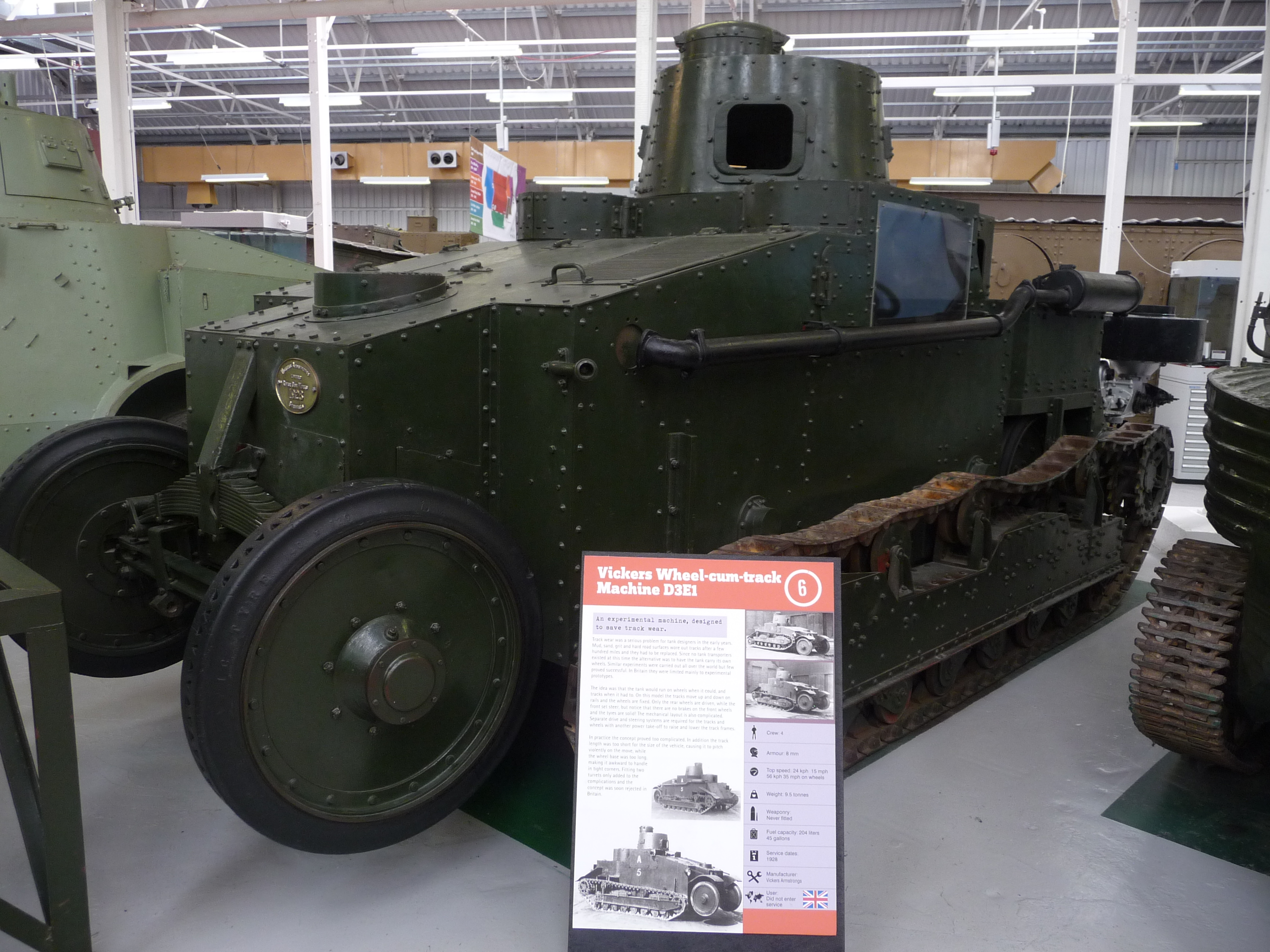
영국 보빙턴의 전차 박물관에 있는 실험용 D3E1 바퀴 겸 궤도 차량. 이 차량은 중형전차 마크 I의 일부 부품을 사용했지만, 그 외에는 관련이 없었다. 보빙턴에는 중형전차 마크 II가 있다.

한 대의 중형전차 마크 I은 엔진을 리카도 90 hp (67 kW) 디젤 엔진으로 교체했다.

## 현존 차량
한 대의 빅커스 중형전차 마크 I이 남아프리카 블룸폰테인의 특수근무대대 박물관에 보존되어 있다.
빅커스 중형전차 마크 I에서 가져온 3파운더 포가 보빙턴의 빅커스 A1E1 인디펜던트에 남아 있다.

## 참고 문헌
- Duncan, N.W. (1973), 《Mediums Marks I-III》, AFV Profile No. 12, Windsor: Profile Publications
- Moșneagu, Marian; Boțoghină, Iulian-Stelian; Manolescu, Mariana-Daniela; Stoica, Leontin-Vasile; Șoitariu, Mihai-Cosmin (2012). 《Armata română și evoluția armei tancuri. Documente (1919–1945)》 [루마니아 육군과 전차 무기의 진화. 문서 (1919-1945)] (PDF) (루마니아어). Pitești, Romania: Editura Universității de Stat din Pitești. ISBN 978-606-560-252-6. 2021년 1월 19일에 원본 문서 (PDF)에서 보존된 문서. 2021년 7월 6일에 확인함.